# James Maynard
Pour les articles homonymes, voir Maynard.
James Maynard, né le 9 juin 1987 à Chelmsford (Angleterre), est un mathématicien britannique surtout connu pour son travail sur les écarts entre nombres premiers. Il est récipiendaire de la médaille Fields en 2022.

## Formation et carrière
Après avoir terminé un baccalauréat et une maîtrise à l'université de Cambridge en 2009, Maynard obtient son doctorat de l'université d'Oxford au Balliol College en 2013 sous la supervision de Roger Heath-Brown. Pour l'année 2013-2014, Maynard était chercheur postdoctoral CRM-ISM à l'université de Montréal. En 2017, il est nommé professeur de recherche à l'université d'Oxford.

## Travaux
En novembre 2013, Maynard donne une autre preuve du théorème de Zhang Yitang, énonçant qu'il y a des écarts limités entre les nombres premiers. Il résout une conjecture ouverte depuis longtemps, en montrant que pour tout {\displaystyle m} il y a une infinité d'intervalles de longueur délimitée contenant {\displaystyle m} nombres premiers. Ce travail peut être considéré comme un progrès sur la conjecture des {\displaystyle m}-tuples de Hardy–Littlewood, car elle établit que « une proportion positive de {\displaystyle m}-tuples recevables satisfait la conjecture de {\displaystyle m}-tuples premiers pour chaque {\displaystyle m} ». L'approche de Maynard aboutit à la limite supérieure
{\displaystyle \liminf _{n\to \infty }\left(p_{n+1}-p_{n}\right)\leq 600,}
ce qui améliore de manière significative les meilleures limites existantes apportées par le projet Polymath 8. En d'autres termes, il montre qu'il existe une infinité de nombres premiers distants d'au plus 600. Par la suite, le projet Polymath 8b est créé, dont les efforts collaboratifs ont réduit la taille de l'écart à 252.
Le 14 avril 2014, un an après l'annonce de Zhang, selon le wiki du projet Polymath, N avait été réduit à 246. En outre, en supposant avérée la conjecture d'Elliott-Halberstam et sa forme généralisée, le projet Polymath établit que N peut être réduit à 12 et 6, respectivement.
En août 2014, Maynard a résolu, indépendamment de Ford, Green, Koniaguine et Tao, une vieille conjecture de Paul Erdős sur de grands écarts entre les nombres premiers, et il a reçu 10 000 $, le prix le plus élevé jamais offert par Erdős (qui avait l'habitude d'offrir des prix, à partir de 25 $, pour des problèmes à résoudre).
En 2016, il montre qu'il y a une infinité de nombres premiers n'ayant pas un chiffre donné (par exemple le 7) dans leur représentation décimale,,.
En juillet 2019, Dimitris Koukoulopoulos et James Maynard annoncent la démonstration de la conjecture de Duffin–Schaeffer, publiée peu après,.

## Prix et distinctions
En 2014, Maynard a reçu le prix SASTRA Ramanujan,. En 2015, il a reçu le prix Whitehead et il est Clay Research Fellow.
En 2016 il est lauréat du prix de la Société mathématique européenne. En 2017, il reçoit la Bourse Wolfson. En 2019, il reçoit une bourse Starting Grant du Conseil européen de la recherche, pour financer ses recherches pour les cinq années à venir.
En 2020 il est lauréat du prix Frank-Nelson-Cole.
Il reçoit la médaille Fields en 2022.

## Publications
- « 3-tuples have at most 7 prime factors infinitely often », Proc. Cambridge Philosophical Society, vol. 155, 2013, p. 443–457, Arxiv
- « On the Brun-Titchmarsh Theorem », Acta Arithmetica, vol 157, 2013, p. 249–296, Arxiv
- « Almost-prime k-tuples », Mathematika, vol. 60, 2014, p. 108–138, Arxiv
- « Large gaps between primes », Annals of Mathematics, vol. 183, no 3,‎ 2016, p. 915-933 (zbMATH 1353.11099, arXiv 1408.5110).
- « Small gaps between primes », Annals of Mathematics, vol. 181,‎ 2015, p. 383–413 (arXiv 1311.4600).